# ولفرام ريسيرتش
ولفرام ريسيرش (بالإنجليزية: Wolfram Research)‏ هي شركة خاصة تنشئ برمجيات حسابية. منشئ الشركة ورئيسها التنفيذي ستيفن ولفرام، عالم ومؤلف بريطاني، والذي يحافظ على اطلاع ومشاركة في إنشاء وتطوير ماثماتيكا.

يعد البرنامج الحاسوبي ماثماتيكا منتج الشركة الرئيس. قامت الشركة في 16 مايو 2009 بإطلاق ولفرام ألفا، محرك إجابة على الأسئلة الحسابية.
قامت ولفرام ريسيرش بالعمل كمستشار رياضياتي للمسلسل التلفزيوني نمبرز، مسلسل يبين الجوانب الرياضية المستخدمة في كشف وحل الجرائم.

## وصلات خارجية
- الموقع الرسمي